# André Biguet
André Biguet, né Jules Arsène Joseph Biguet le 31 décembre 1892 à Avesne-le-Comte dans le Pas-de-Calais et mort pour la France à Auménancourt dans le département de la Marne le 8 octobre 1918, est un écrivain français du XXe siècle. Son nom est inscrit au Panthéon dans la liste des 560 écrivains morts pour la France.

## Biographie
Jules Arsène Joseph Biguet, né le 31 décembre 1892 à Avesne-le-Comte est le fils d'Arsène Marie Joseph Biguet (1855-1894) et d'Élise Deschamps (1862-), tous deux commerçants à Avesnes-le-Comte.
Passionné par l'écriture, il fonde à 14 ans un journal, Le Lycéen, qui contient ses essais poétiques et critiques. À 15 ans, il publie Goënolé, cinq actes en vers et met en scène, à 17 ans, une pièce de théâtre Par un soir de bal, dont l’amour est le thème principal.
Il fait ses études à Lille, au lycée Faidherbe où il passe la première partie du baccalauréat en 1910, puis à Boulogne-sur-Mer, au lycée Mariette en 1912. Il part ensuite en Angleterre et y passe quelques mois.
À 20 ans, il va à Paris pour y préparer une licence de philosophie et publie Le Feu et la cendre, un recueil de poèmes. Il se lie d'amitié avec le poète Marcel Ormoy qui lui dédiera son recueil Le Visage inconnu en 1925.

Faisant partie de la classe 1912, il est exempté de faire le service militaire en 1914 pour « lésion organique au cœur ». Déclaré apte au service armé, il est finalement incorporé au 1e régiment d'infanterie en novembre 1914. Il décrit son incorporation et la suite de sa préparation militaire dans un courrier à son ami André Gobert :
Que je te narre brièvement mon odyssée : en août, je tente de contracter un engagement volontaire et contracte… la scarlatine. À la chambre jusqu’au 15 septembre. En novembre, je demande à être examiné à un conseil de révision avec des réfugiés. Malgré une faiblesse consécutive à ma maladie, j’arrive à être versé dans le service armé, avec félicitations du général. Envoyé au bureau de recrutement de Périgueux, je fus dirigé le 25 novembre au dépôt du premier d’infanterie à Tulle. Le 18 décembre, je partais pour le camp d’instruction de la Courtine. Le 9 janvier, je passais à Limoges l’examen constitutif du peloton des élèves officiers de réserve et en sortais avec le numéro 6 sur 335 candidats. Depuis le 20 janvier, le peloton est commencé et il doit durer jusqu’à fin mars. J’espère partir au feu en avril comme aspirant si ça va bien au peloton. Nous y avons beaucoup de travail, des chapitres de théorie à apprendre, étude tous les soirs… Que je te dise rapidement que je me porte mieux que jamais, que je suis heureux voulant l’être, en attendant les hasards de la guerre, voulus et désirés…
Il passe au 84e régiment d'infanterie en avril 1915 et part avec le premier contingent envoyé pour la Serbie puis la Macédoine. Il est cité à l'ordre du régiment en décembre 1915 : « placé sous les ordres du 284e pour sa belle conduite devant l'ennemi. S'est signalé au cours des combats du 8-12-15 par son courage et son dévouement. S'est dépensé sans compter, résistant le dernier devant des forces supérieures », ce qui lui vaut la Croix de guerre avec étoile de bronze.
Atteint de paludisme, il est évacué à Salonique puis en France vers la fin de 1916. Après son retour de l’hôpital, il est nommé sous-lieutenant de réserve et passe au 135e régiment d'infanterie en mai 1917.
Le 26 mai 1917, il épouse sa marraine de guerre, avec qui il entretient une correspondance depuis le front, Louise Émilie Marie Leblanc (1889-1974) à la mairie du 17e arrondissement de Paris. Louise Leblanc est la fille du célèbre auteur d'Arsène Lupin, Maurice Leblanc et la nièce de Maurice Maeterlinck.
Fin août 1917, il est affecté à la 3e compagnie de mitrailleuses du 27e régiment d'infanterie. Engagée dans la contre-offensive qui repousse l'armée allemande dans le secteur de la Vesle, sa compagnie participe aux combats du lieu-dit Pont-Givard, à proximité d'Auménancourt. C'est là qu'André Biguet est tué le 8 octobre 1918,.
La citation qui accompagne sa décoration posthume en précise les circonstances : « jeune officier de grande valeur. Le 8 octobre 1918, s'est porté en avant pour prendre le commandement d'une section de mitrailleuses particulièrement exposée. A été frappé mortellement en donnant à ses hommes un bel exemple de bravoure. A été cité ».
Son corps, d’abord enterré dans le cimetière militaire de Villers-Franqueux, est ensuite transféré au cimetière d'Avesnes-le-Comte.

## Distinctions
- Chevalier de la Légion d'honneur, à titre posthume, décret du 27 avril 1920[13]
- Croix de guerre 1914–1918, étoile de bronze

## Hommages
- Le nom d'André Biguet est inscrit au Panthéon dans la liste des 560 écrivains morts pour la France[14].
- Son nom figure sur les monuments aux morts d'Avesne-le-Comte et de Poissy[15].
- Le Prix Biguet, attibué par l'Académie française depuis 1976, a été créé en sa mémoire[16].
- En 2019, Avesne-le-Comte a inauguré sa médiathèque municipale qu'elle a nommée en son honneur[17].

## Œuvres principales
- Le Feu et la cendre, poèmes, 1913[18]
- Jeux, poèmes
- Voyage sentimental, poèmes[19]